# تريمباتش أو فال
تريمباتش أو فال (بالفرنسية: Triembach-au-Val)‏ هي بلدية فرنسية تقع في إقليم الراين الأسفل من منطقة ألزاس في شمال شرق فرنسا. تبلغ مساحة هذه المدينة 2.74 (كم²)، يبلغ عدد سكانها 465 نسمة حسب إحصاء المعهد الوطني للإحصاء والدراسات الاقتصادية سنة 2009 م. وترأس Jean-Georges Hirschfell البلدية خلال فترة (2001 - 2008).

## وصلات خارجية
- صفحة البلدية على موقع المعهد الوطني للإحصاء والدراسات الاقتصادية (بالفرنسية)